# 安允昇
安允昇（？—？）籍贯不详，清朝及中华民国新疆省官员。

## 生平
光绪二十八年（1902年）八月，新疆省进行了大规模的行政建置调整，署于阗县知县安允昇等大批官员被即行革职。
光绪三十三年（1907年）五月二十四日，新疆巡抚联魁奏：“……再署于阗县知县贺家栋期满遗缺，查有实任绥定县知县安允升堪以调署。……”朱批：“吏部知道。”
于阗县的官立初等小学堂、官立初等农业学堂、官立艺徒学堂各1所，宣统元年（1909年）和宣统二年（1910年）分别由于阗县知县安允昇、朱瑞墀设立。
民国二年（1913年）2月9日，第一届新疆省议会正式成立。1915年，新疆省议会改称“新疆国民大会代表会”。1916年恢复第一届省议会（一届二次），议员仍保持40人，但人员变化大，安允昇、古明德恢复担任正、副议长。1918年，北京中华民国第二届国会（安福国会、新国会）成立，新疆也在1918年9月1日成立第二届省议会，常永庆、折桂分任正、副议长。不久，旧国会再度恢复，新疆也随之恢复第一届省议会（一届三次）。
1921年5月24日，苏联红军骑兵和炮兵约2000人自塔城进入中国境内追剿白卫军，新疆军队配合追堵。为防白卫军逃向小拐方向，1921年5月31日，杨增新派已入沙湾县的前路指挥官、陆军分统（旅长）杜发荣、绥来县都司曹喜率马队各营进驻小拐，并将设在太平梁的电报房移设到90里外的小拐。6月1日，杨增新指示新疆省军务厅长、驻乌苏防务总司令张鸣远及负责追击的塔城前线总指挥魏振国率部迁驻小拐，目的是“厚集兵力，以资策应”。6月3日，驻小拐的已有杜发荣、李寿福、毕士长部的步兵三个营，以及魏从铭、冯永贤、何道德、马万顺、马德昌等等骑兵营（连）。因白卫军到铁厂沟以后转逃乌尔禾方向，6月1日，塔城军队指挥安允升部在铁厂沟与乌尔禾之间的仓房子与白卫军发生战斗，俄兵向和什托洛盖方向败逃。6月3日，杨增新指示安允昇部在乌尔禾“稳扎稳守”，指示魏振国各营转去乌尔禾，驻小拐的杜发荣部抽调马队去乌尔禾，冯永贤部驻黄羊泉。到9月初，巴奇赤所部的白卫军在阿勒泰被全面击溃，乌尔禾、小拐的战事结束。
新疆省议会议长安允昇病逝后，由副议长饶孜阿吉（维吾尔族）暂代议长职，此后杨增新调李溶任议长。